# Liste der Sejmabgeordneten der VI. Wahlperiode (2007–2011)
Sejmabgeordnete der VI. Wahlperiode (seit dem 5. November 2007) – Abgeordnete, die bei den polnischen Sejmwahlen 2007 am 21. Oktober 2007 in den Sejm gewählt wurden.
Die Wahlperiode begann am 5. November 2007 mit der Vereidigung der Abgeordneten auf der ersten Sitzung des Sejm nach den Wahlen und wird am Vortag der ersten Sitzung des Sejms der nächsten Wahlperiode enden. Die Immunität der Abgeordneten ist wirksam seit dem 23. Oktober 2007, d. h. seit der offiziellen Bekanntmachung der Ergebnisse durch die Staatliche Wahlkommission.

## Liste der Abgeordneten nach Fraktionszugehörigkeit (am Ende der Wahlperiode)

### Fraktion derPlatforma Obywatelska(Bürgerplattform – PO) (206 Abgeordnete)
- Tadeusz Arkit
- Paweł Arndt
- Urszula Augustyn
- Tadeusz Aziewicz
- Marek Biernacki
- Andrzej Biernat
- Bogdan Bojko
- Krzysztof Brejza
- Roman Brodniak
- Jacek Brzezinka
- Beata Bublewicz
- Jerzy Budnik
- Bożenna Bukiewicz
- Andrzej Buła
- Renata Butryn
- Marek Cebula
- Stanisław Chmielewski
- Janusz Chwierut
- Janusz Cichoń
- Leszek Cieślik
- Piotr Cieśliński, vereidigt am 26. Juni 2009
- Czesław Czechyra
- Andrzej Czerwiński
- Zdzisław Czucha
- Andrzej Czuma
- Alicja Dąbrowska
- Grzegorz Dolniak, verstorben am 10. April 2010
- Ewa Drozd
- Mirosław Drzewiecki
- Artur Dunin
- Zenon Durka
- Janusz Dzięcioł
- Waldy Dzikowski
- Joanna Fabisiak
- Jerzy Fedorowicz
- Arkady Fiedler
- Krzysztof Gadowski
- Andrzej Gałażewski
- Stanisław Gawłowski
- Magdalena Gąsior-Marek
- Łukasz Gibała
- Artur Gierada
- Tomasz Głogowski
- Jarosław Gowin
- Cezary Grabarczyk
- Aleksander Grad
- Mariusz Grad
- Paweł Graś
- Rafał Grupiński
- Andrzej Gut-Mostowy
- Iwona Guzowska
- Andrzej Halicki
- Agnieszka Hanajczyk
- Jolanta Hibner, bis 10. Juni 2009 – in Europäisches Parlament gewählt
- Stanisław Huskowski
- Tadeusz Jarmuziewicz
- Michał Jaros
- Leszek Jastrzębski, vereidigt am 18. Juni 2009
- Danuta Jazłowiecka, bis 10. Juni 2009 – in Europäisches Parlament gewählt
- Roman Kaczor, vereidigt am 23. November 2007
- Andrzej Kania
- Sebastian Karpiniuk, verstorben am 10. April 2010
- Grzegorz Karpiński
- Włodzimierz Karpiński
- Jarosław Katulski
- Jan Kaźmierczak
- Małgorzata Kidawa-Błońska
- Józef Klim
- Magdalena Kochan
- Witold Kochan
- Bronisław Komorowski
- Zbigniew Konwiński
- Ewa Kopacz
- Domicela Kopaczewska
- Tadeusz Kopeć
- Leszek Korzeniowski
- Roman Kosecki
- Jacek Kozaczyński
- Jerzy Kozdroń
- Agnieszka Kozłowska-Rajewicz
- Mirosław Koźlakiewicz
- Adam Krupa
- Jacek Krupa
- Marek Krząkała
- Włodzimierz Kula
- Jan Kulas
- Tomasz Kulesza
- Jan Kuriata
- Kazimierz Kutz
- Stanisław Lamczyk
- Tomasz Lenz
- Izabela Leszczyna
- Dariusz Lipiński
- Krzysztof Lisek, bis 10. Juni 2009 – in Europäisches Parlament gewählt
- Arkadiusz Litwiński
- Elżbieta Łukacijewska, bis 10. Juni 2009 – in Europäisches Parlament gewählt
- Beata Małecka-Libera
- Michał Marcinkiewicz
- Katarzyna Matusik-Lipiec
- Antoni Mężydło
- Janusz Mikulicz
- Konstanty Miodowicz
- Aldona Młyńczak
- Czesław Mroczek
- Izabela Mrzygłocka
- Joanna Mucha
- Jan Musiał
- Tadeusz Naguszewski
- Witold Namyślak
- Sławomir Neumann
- Stefan Niesiołowski
- Sławomir Nitras, bis 10. Juni 2009 – in Europäisches Parlament gewählt
- Sławomir Nowak
- Tomasz Nowak
- Andrzej Nowakowski, bis 7. Dezember 2010 - anschließend Präsident der Stadt Płock
- Mirosława Nykiel
- Marzena Okła-Drewnowicz
- Janina Okrągły, vereidigt am 24. Juni 2009
- Alicja Olechowska
- Danuta Olejniczak
- Paweł Bartosz Olszewski
- Piotr Ołowski, vereidigt am 3. März 2010
- Paweł Orłowski, vereidigt am 5. Mai 2010
- Andrzej Orzechowski
- Maciej Orzechowski
- Konstanty Oświęcimski
- Zbigniew Pacelt
- Witold Pahl
- Janusz Palikot
- Sławomir Piechota
- Elżbieta Pierzchała
- Danuta Pietraszewska
- Jarosław Pięta
- Teresa Piotrowska
- Julia Pitera
- Kazimierz Plocke
- Marek Plura
- Agnieszka Pomaska, vereidigt am 24. Juni 2009
- Sławomir Preiss
- Norbert Raba
- Damian Raczkowski
- Elżbieta Radziszewska
- Grzegorz Raniewicz
- Ireneusz Raś
- Tadeusz Ross
- Grzegorz Roszak
- Halina Rozpondek
- Jakub Rutnicki
- Arkadiusz Rybicki, verstorben am 10. April 2010
- Sławomir Rybicki
- Zbigniew Rynasiewicz
- Andrzej Ryszka
- Marek Rząsa, vereidigt am 24. Juni 2009
- Jan Rzymełka
- Wojciech Saługa
- Grzegorz Schetyna
- Mirosław Sekuła
- Henryk Siedlaczek
- Radosław Sikorski
- Witold Sitarz
- Aleksander Skorupa
- Krystyna Skowrońska
- Joanna Skrzydlewska, bis Juni 2009
- Bożena Sławiak
- Andrzej Smirnow
- Tomasz Smolarz
- Lidia Staroń
- Jarosław Stolarczyk, vereidigt am 19. Juni 2009
- Michał Stuligrosz
- Wiesław Suchowiejko, vereidigt am 5. Mai 2010
- Paweł Suski
- Miron Sycz
- Michał Szczerba
- Adam Szejnfeld
- Grzegorz Sztolcman
- Jakub Szulc
- Krystyna Szumilas
- Bożena Szydłowska
- Iwona Śledzińska-Katarasińska
- Anna Śliwińska, vereidigt am 19. Mai 2010
- Jan Tomaka
- Piotr Tomański
- Irena Tomaszak-Zesiuk
- Cezary Tomczyk
- Tomasz Tomczykiewicz
- Donald Tusk
- Łukasz Tusk
- Krzysztof Tyszkiewicz
- Robert Tyszkiewicz
- Cezary Urban
- Jarosław Urbaniak
- Piotr van der Coghen
- Jarosław Wałęsa, bis 10. Juni 2009 – in Europäisches Parlament gewählt
- Piotr Waśko
- Robert Węgrzyn
- Monika Wielichowska
- Wojciech Wilk
- Radosław Witkowski
- Norbert Wojnarowski
- Marek Wojtkowski
- Ewa Wolak
- Marek Wójcik
- Adam Wykręt
- Jacek Zacharewicz
- Jadwiga Zakrzewska
- Renata Zaremba
- Ryszard Zawadzki
- Marcin Zawiła
- John Godson, vereidigt am 14. Dezember 2010[1]
- Bogdan Zdrojewski
- Anna Zielińska-Głębocka, bis 9. Februar 2010
- Marek Zieliński
- Wojciech Ziemniak
- Jerzy Ziętek
- Jacek Żalek
- Stanisław Żmijan
- Adam Żyliński

### Fraktion derPrawo i Sprawiedliwość(Recht und Gerechtigkeit – PiS) (156 Abgeordnete)
- Adam Abramowicz
- Andrzej Adamczyk
- Waldemar Andzel
- Iwona Arent
- Marek Ast
- Zbigniew Babalski
- Piotr Babinetz
- Barbara Bartuś
- Dariusz Bąk
- Andrzej Bętkowski
- Mariusz Błaszczak
- Antoni Błądek
- Jacek Bogucki
- Joachim Brudziński
- Jan Bury
- Aleksander Chłopek
- Zbigniew Chmielowiec
- Daniela Chrapkiewicz, vereidigt am 18. Juni 2009
- Piotr Cybulski
- Tadeusz Cymański, bis 10. Juni 2009 – in Europäisches Parlament gewählt
- Witold Czarnecki
- Arkadiusz Czartoryski
- Edward Czesak
- Andrzej Ćwierz
- Lena Dąbkowska-Cichocka
- Andrzej Dera
- Zbigniew Dolata
- Bartłomiej Dorywalski, vereidigt am 5. Mai 2010
- Marzenna Drab
- Tomasz Dudziński
- Jan Dziedziczak
- Jacek Falfus
- Adam Gawęda
- Grażyna Gęsicka, verstorben am 10. April 2010
- Zbigniew Girzyński
- Szymon Giżyński
- Mieczysław Golba
- Marian Goliński, verstorben am 11. Juni 2009
- Kazimierz Gołojuch
- Jerzy Gosiewski
- Przemysław Gosiewski, verstorben am 10. April 2010
- Artur Górski
- Tomasz Górski
- Krystyna Grabicka
- Kazimierz Gwiazdowski
- Kazimierz Hajda, vereidigt am 24. Juni 2009
- Czesław Hoc
- Adam Hofman
- Dawid Jackiewicz
- Jarosław Jagiełło
- Elżbieta Jakubiak
- Wiesław Janczyk
- Grzegorz Janik
- Wojciech Jasiński
- Andrzej Jaworski, vereidigt am 18. Juni 2009
- Krzysztof Jurgiel
- Dariusz Kaczanowski
- Jarosław Kaczyński
- Mariusz Kamiński
- Karol Karski
- Beata Kempa
- Wiesław Kilian, vereidigt am 5. Mai 2010
- Izabela Kloc
- Joanna Kluzik-Rostkowska
- Sławomir Kłosowski
- Lech Kołakowski
- Robert Kołakowski
- Wojciech Kossakowski, vereidigt am 11. Februar 2009
- Paweł Kowal, bis 10. Juni 2009 – in Europäisches Parlament gewählt
- Henryk Kowalczyk
- Bogusław Kowalski
- Zbigniew Kozak
- Maks Kraczkowski
- Leonard Krasulski
- Elżbieta Kruk
- Marek Kuchciński
- Jacek Kurski, bis 10. Juni 2009 – in Europäisches Parlament gewählt
- Marek Kwitek
- Tomasz Latos
- Krzysztof Lipiec
- Adam Lipiński
- Marek Łatas
- Marzena Machałek
- Krzysztof Maciejewski
- Antoni Macierewicz
- Ewa Malik
- Barbara Marianowska
- Gabriela Masłowska
- Mirosława Masłowska
- Jerzy Materna
- Marek Matuszewski
- Kazimierz Matuszny
- Beata Mazurek
- Krzysztof Michałkiewicz
- Kazimierz Moskal
- Arkadiusz Mularczyk
- Aleksandra Natalli-Świat, verstorben am 10. April 2010
- Maria Nowak
- Jan Ołdakowski
- Marek Opioła
- Jacek Osuch
- Zbysław Owczarski, vereidigt am 24. Juni 2009
- Stanisław Ożóg
- Anna Paluch
- Bolesław Piecha
- Stanisław Pięta
- Jacek Pilch
- Marek Polak
- Piotr Polak
- Paweł Poncyljusz
- Krzysztof Popiołek
- Krzysztof Putra, verstorben am 10. April 2010
- Elżbieta Rafalska
- Jan Religa
- Jerzy Rębek
- Adam Rogacki
- Józef Rojek
- Nelli Rokita
- Jarosław Rusiecki
- Monika Ryniak, vereidigt am 5. Mai 2010
- Małgorzata Sadurska
- Dariusz Seliga
- Edward Siarka
- Anna Sikora
- Kazimierz Smoliński, vereidigt am 5. Mai 2010
- Anna Sobecka
- Krzysztof Sońta
- Andrzej Sośnierz
- Lech Sprawka
- Piotr Stanke
- Jarosław Stawiarski
- Stefan Strzałkowski, vereidigt am 24. Juni 2009
- Marek Suski
- Wojciech Szarama
- Aleksander Szczygło, bis 15. Januar 2009
- Jolanta Szczypińska
- Andrzej Szlachta
- Stanisław Szwed
- Beata Szydło
- Jan Szyszko
- Adam Śnieżek, vereidigt am 9. Juli 2008[2]
- Krzysztof Tchórzewski
- Robert Telus
- Ryszard Terlecki
- Grzegorz Tobiszowski
- Krzysztof Tołwiński, vereidigt am 5. Mai 2010
- Jacek Tomczak
- Teresa Wargocka
- Jan Warzecha, vereidigt am 5. Mai 2010
- Zbigniew Wassermann, verstorben am 10. April 2010
- Waldemar Wiązowski
- Jadwiga Wiśniewska
- Tadeusz Wita, vereidigt am 18. März 2009[3]
- Elżbieta Witek
- Michał Wojtkiewicz
- Sławomir Worach, vereidigt am 18. Dezember 2009
- Tadeusz Woźniak
- Waldemar Wrona
- Marzena Wróbel
- Anna Zalewska
- Wojciech Szczęsny Zarzycki, vereidigt am 24. Juni 2009
- Sławomir Zawiślak
- Łukasz Zbonikowski
- Jarosław Zieliński
- Zbigniew Ziobro, bis 10. Juni 2009 – in Europäisches Parlament gewählt
- Maria Zuba
- Jarosław Żaczek
- Wojciech Żukowski

### FraktionLewica(Linke) (43 Abgeordnete)
Gewählt über die Liste der Lewica i Demokraci (Linke und Demokraten – LiD):
- Romuald Ajchler
- Leszek Aleksandrzak
- Bartosz Arłukowicz
- Anna Bańkowska
- Anita Błochowiak
- Eugeniusz Czykwin
- Tomasz Garbowski
- Witold Gintowt-Dziewałtowski
- Henryk Gołębiewski
- Tadeusz Iwiński
- Izabela Jaruga-Nowacka, verstorben am 10. April 2010
- Ryszard Kalisz
- Tomasz Kamiński
- Witold Klepacz
- Jan Kochanowski
- Sławomir Kopyciński
- Jacek Kowalik, vereidigt am 19. Mai 2010
- Janusz Krasoń
- Zbigniew Kruszewski, vereidigt am 5. Mai 2010
- Krystyna Łybacka
- Wacław Martyniuk
- Zbigniew Matuszczak
- Jarosław Matwiejuk
- Krzysztof Matyjaszczyk
- Henryk Milcarz
- Tadeusz Motowidło
- Grzegorz Napieralski
- Wojciech Olejniczak, bis 10. Juni 2009 – in Europäisches Parlament gewählt
- Artur Ostrowski
- Sylwester Pawłowski, vereidigt am 18. Juni 2009
- Wojciech Pomajda
- Stanisława Prządka
- Stanisław Rydzoń
- Joanna Senyszyn, bis 10. Juni 2009 – in Europäisches Parlament gewählt
- Stanisław Stec
- Elżbieta Streker-Dembińska
- Wiesław Szczepański
- Jerzy Szmajdziński, verstorben am 10. April 2010
- Jolanta Szymanek-Deresz, verstorben am 10. April 2010
- Tadeusz Tomaszewski
- Jerzy Wenderlich
- Marek Wikiński
- Bogusław Wontor
- Stanisław Wziątek
- Elżbieta Zakrzewska, vereidigt am 7. Mai 2010
- Ryszard Zbrzyzny
- Janusz Zemke, bis 10. Juni 2009 – in Europäisches Parlament gewählt

### FraktionPolskie Stronnictwo Ludowe(Polnische Volkspartei – PSL) (31 Abgeordnete)
- Krzysztof Borkowski, vereidigt am 24. Juni 2009
- Jan Bury
- Leszek Deptuła, verstorben am 10. April 2010
- Bronisław Dutka
- Eugeniusz Grzeszczak
- Andrzej Grzyb, bis 10. Juni 2009 – in Europäisches Parlament gewählt
- Stanisław Kalemba
- Jarosław Kalinowski, bis 10. Juni 2009 – in Europäisches Parlament gewählt
- Jan Kamiński
- Mieczysław Kasprzak
- Ewa Kierzkowska
- Eugeniusz Kłopotek
- Adam Krzyśków
- Jan Łopata
- Mieczysław Łuczak
- Mirosław Maliszewski
- Stanisław Olas
- Andrzej Pałys
- Mirosław Pawlak
- Waldemar Pawlak
- Janusz Piechociński
- Józef Racki
- Stanisław Rakoczy
- Wiesław Rygiel, vereidigt am 5. Mai 2010
- Marek Sawicki
- Tadeusz Sławecki
- Aleksander Sopliński, am 23. November 2007 vereidigt
- Marian Starownik, vereidigt am 20. Mai 2010
- Franciszek Stefaniuk
- Andrzej Sztorc, vereidigt am 5. Mai 2010
- Piotr Walkowski, vereidigt am 24. Juni 2009
- Stanisław Witaszczyk
- Wiesław Woda, verstorben am 10. April 2010
- Edward Wojtas, verstorben am 10. April 2010
- Józef Zych
- Stanisław Żelichowski

### FraktionPolska Plus(7 Abgeordnete)
Gewählt über die Liste der PiS:
- Lucjan Karasiewicz
- Jan Filip Libicki[4]
- Piotr Krzywicki, verstorben am 9. Dezember 2009
- Jerzy Polaczek
- Jarosław Sellin
- Kazimierz Michał Ujazdowski
- Andrzej Walkowiak

### FraktionSocjaldemokracja Polska(Sozialdemokratie Polens) (4 Abgeordnete)
Gewählt über die Liste der Lewica i Demokraci (Linke und Demokraten – LiD):
- Marek Borowski
- Zdzisława Janowska
- Bożena Kotkowska
- Grzegorz Pisalski
- Izabella Sierakowska

### Demokratische Fraktion(3 Abgeordnete)
Gewählt über die Liste der LiD:
- Marian Filar
- Bogdan Lis
- Jan Widacki

### Unabhängig (10 Abgeordnete)
Gewählt über die Liste der PO:
- Cezary Atamańczuk, vereidigt am 24. Juni 2009
- Zbigniew Chlebowski
- Krzysztof Grzegorek

Gewählt über die Liste der PiS:
- Ludwik Dorn
- Longin Komołowski
- Wojciech Mojzesowicz
- Maciej Płażyński, verstorben am 10. April 2010
- Paweł Zalewski, bis 10. Juni 2009 – in Europäisches Parlament gewählt

Gewählt über die Liste der LiD:
- Marek Balicki
- Andrzej Celiński
- Władysław Szkop, bis 24. Juni 2009

Gewählt über die Liste des Wahlkomitees der Deutschen Minderheit:
- Ryszard Galla